# عیسی گوئو
عیسی گوئو (انگلیسی: Issa Gouo؛ زادهٔ ۹ سپتامبر ۱۹۸۹) بازیکن فوتبال اهل بورکینافاسو است.
وی همچنین در تیم ملی فوتبال بورکینافاسو بازی کرده است.